# 브로모산
브로모 화산(인도네시아어: Gunung Bromo)은 인도네시아 자와섬 동부에 있는 방추형 활화산이다. 세메루산 북쪽에 있는 화산으로 바톡 산(Mount Batok)옆에 있다. 평상시에는 가스를 분출한다. 해발고도는 낮아 보이지만 2,000m가 넘으며, 정상에 올라서면 수증기를 내뿜는 분화구가 보인다. 2011년 1월에 폭발하여 인도네시아를 긴장시키기도 했다. 밑에는 화산재로 뒤덮인 회색 사막이 있다. 때때로 강력한 충격파를 뿜어 폭발하기도 한다. 올라갈 때는 조랑말이나 계단을 통해 정상으로 올라간다.

## 미디어
- KBS 1TV : 《걸어서 세계속으로》